# Чанчалейшвили, Роберт Владимирович
Роберт Владимирович Чанчалейшвили (1936) — советский футболист, защитник, Мастер спорта СССР.
Начинал играть в дубле «Динамо» Тбилиси. В 1955—1956 — в команде КФК «Локомотив» Тбилиси. С 1956 — игрок СКВО Тбилиси. В 1960—1964 играл в чемпионате СССР за «Нефтяник» Баку, провёл 101 игру, забил один гол.
Серебряный призёр Спартакиады народов СССР 1956 года в составе сборной Грузинской ССР.
В 1964 году за систематические нарушения режима Чанчалейшвили было запрещено выступать за команды классов «А» и «Б».